# Calogero
Calogero  è un nome proprio di persona italiano maschile.

## Varianti
- Maschili: Calocero[1][4]
  - Ipocoristici: Gero[4], Gerino[4]
- Femminili: Calogera[1][2][3][5], Calocera[1]

### Varianti in altre lingue
- Catalano: Calógero[6], Calogerio[6], Calocer[6]
- Greco antico: Καλόγερος (Kalogeros)[5]
- Latino: Calogerus[2][4][5], Calocerus[4]
- Polacco: Kaloger
- Russo: Калогер (Kaloger)
- Siciliano: Calòjiru, Calòriju, Lillu (diminutivo)
- Spagnolo: Calógero[6], Calógerio[6], Calocero[6]

## Origine e diffusione
Deriva dal greco Καλόγερος (Kalogeros), composto da καλός (kalós, "bello" o, in greco moderno, "buono") e da γέρων (geron, "uomo anziano", "vecchio") e dal significato letterale di "bel vecchio", "buon vecchio", "che ha una bella vecchiaia"; il primo elemento si ritrova anche nei nomi Calliope, Callinico, Callimaco e Calimero, mentre il secondo in Gerasimo e Geronzio. Non manca, comunque, chi interpreta il secondo elemento con il greco kéros ("corno"), per cui il nome significherebbe "bel corno".
Storicamente, in ambito greco-ortodosso, va precisato che il termine era utilizzato come appellativo per monaci ed eremiti, andando a tradurre termini quali "frate" o "monaco", significato che si conserva correntemente nel greco moderno.
Il nome è tradizionalmente diffuso e caratteristico della Sicilia, grazie al culto di san Calogero, monaco ed eremita presso Sciacca; in provincia di Agrigento Calogero è il terzo nome maschile più diffuso, ma è ben attestato anche in tutto il resto dell'isola.

## Onomastico
L'onomastico viene festeggiato il 18 giugno in onore di san Calogero, monaco taumaturgo ed eremita in Sicilia. Con lo stesso nome si ricordano anche, alle date seguenti:
- 11 febbraio, san Calogero, vescovo di Ravenna e confessore[7]
- 18 aprile, san Calogero di Brescia, soldato romano, martire ad Albenga sotto Adriano[7][9]
- 19 maggio, san Calogero, eunuco e martire a Roma sotto Decio, commemorato assieme a san Partenio[6][7][9]

## Persone

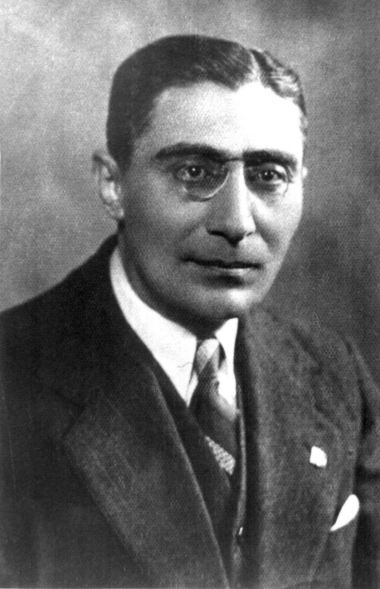
Calogero Angelo Sacheli

Calogero Zucchetto

- Calogero di Brescia, militare e santo romano
- Calogero di Sicilia, monaco e santo anatolico
- Calogero, cantante, compositore e musicista francese
- Calogero Bagarella, criminale italiano
- Calogero Calà, vero nome di Jerry Calà, attore, sceneggiatore, regista e cantante italiano
- Calogero Ciancimino, scrittore italiano
- Calogero Di Bona, militare italiano
- Calogero Di Gloria, insegnante e politico italiano
- Calogero Falzone, vero nome di Cico Falzone, chitarrista italiano
- Calogero Ganci, criminale italiano
- Calogero Giallanza, musicista italiano
- Calogero La Piana, arcivescovo cattolico italiano
- Calogero Lauricella, arcivescovo cattolico italiano
- Calogero Lo Giudice, politico italiano
- Calogero Manasia, presbitero, bibliotecario e scrittore italiano
- Calogero Antonio Mannino, politico italiano
- Calogero Marrone, funzionario italiano
- Calogero Palermo, clarinettista italiano
- Calogero Peri, vescovo cattolico italiano
- Calogero Pumilia, politico italiano
- Calogero Angelo Sacheli, filosofo, scrittore e docente universitario italiano
- Calogero Sodano, politico italiano
- Calogero Tumminelli, editore e filantropo italiano
- Calogero Vinti, docente italiano
- Calogero Vizzini, criminale italiano
- Calogero Volpe, politico italiano
- Calogero Zucchetto, poliziotto italiano

## Il nome nelle arti
- Calogero "C" Aniello è un personaggio del film del 1993 Bronx, diretto da Robert De Niro.
- Calogero "Al" Culcheri è un personaggio in diversi film interpretati da Aldo, Giovanni e Giacomo.
- Calogero Di Spelta è un personaggio della commedia La grande magia di Eduardo De Filippo.
- Calogero Sedara è un personaggio del romanzo di Giuseppe Tomasi di Lampedusa Il Gattopardo.